# AIM (komunikator internetowy)
AIM, skrót od AOL Instant Messenger (pierwotna nazwa) – darmowy komunikator internetowy stworzony przez firmę AOL, dostępny jako osobna aplikacja lub jako rozszerzenie dla przeglądarki Netscape Navigator, oparty na protokołach OSCAR i TOC. Pozwala na wysyłanie wiadomości do swoich przyjaciół, przekazywanie obrazów z kamerek internetowych, przesyłanie plików, prowadzenie rozmów głosowych, a także prowadzenie z nimi rozmów na czacie.  AIM był popularny pod koniec lat 90. w Stanach Zjednoczonych i innych krajach, a przez następną dekadę był wiodącą aplikacją do obsługi wiadomości błyskawicznych. Popularność AIM spadła, gdy liczba subskrybentów AOL zaczęła spadać gwałtownie w kierunku 2010 roku, gdy Google Talk, SMS i internetowe sieci społecznościowe, takie jak Facebook, zyskały popularność. Jego upadek często porównuje się z innymi niegdyś popularnymi serwisami internetowymi, takimi jak Myspace.
W czerwcu 2015 r. AOL została przejęta przez Verizon Communications. Dwa lata później w czerwcu 2017 r. Verizon  połączył AOL i Yahoo! w swoją spółkę zależną Oath Inc. (obecnie Yahoo). 
Z dniem 15 grudnia 2017 roku AIM przestał być wspierany.